# Kuurne-Bruksela-Kuurne
Kuurne-Bruksela-Kuurne – jednodniowy wyścig kolarski rozgrywany w Belgii. Start wyścigu ma miejsce w zachodnioflandryjskiej miejscowości Kuurne, wiedzie przez Brukselę i z powrotem do mety w Kuurne. Odbywa się corocznie pod koniec lutego lub na początku marca, w niedzielę po innym wyścigu, Omloop Het Nieuwsblad. Kuurne-Bruksela-Kuurne od 2005 był włączony do rozgrywek UCI Europe Tour (do 2015 z kategorią 1.1, od 2016 z kategorią 1.HC), a od 2020 należy do cyklu UCI ProSeries.
Edycje z 1986, 1993 i 2013 zostały odwołane z powodu niekorzystnych warunków atmosferycznych.

## Zwycięzcy
Opracowano na podstawie:
| Rok  | Pierwsze                     | Drugie                 | Trzecie                  |
| ---- | ---------------------------- | ---------------------- | ------------------------ |
| 1945 | Valère Ollivier              | Albert Ramon           | Albert Decin             |
| 1946 | Henri Delmuyle               | Arthur Mommerency      | Albert Paepe             |
| 1947 | André Pieters                | André Rosseel          | Omer Mommerency          |
| 1948 | Achiel Buysse                | André Pieters          | Roger Cnockaert          |
| 1949 | Albert Decin                 | Valère Ollivier        | Arthur Mommerency        |
| 1950 | Valère Ollivier              | Albert Decin           | André Declerck           |
| 1951 | André Declerck               | Maurice Blomme         | Albert Decin             |
| 1952 | André Maelbrancke            | Albert Lambert         | Basiel Wambeke           |
| 1953 | Léopold Degraeveleyn         | André Pieters          | René Mertens             |
| 1954 | Leon Vandaele                | René Oreel             | Boudewijn Devos          |
| 1955 | Jef Planckaert               | René Mertens           | Henri Denys              |
| 1956 | Henri Denys                  | Wim van Est            | Briek Schotte            |
| 1957 | Jef Verhelst                 | Leon Vandaele          | Norbert Kerckhove        |
| 1958 | Gilbert Desmet               | Karel De Baere         | Marcel Rijckaert         |
| 1959 | Gentil Saelens               | Arthur Decabooter      | Maurice Meuleman         |
| 1960 | Jef Planckaert               | Francis Pipelin        | Henri De Wolf            |
| 1961 | Leon Vandaele Fred De Bruyne |                        | André Noyelle            |
| 1962 | Piet Rentmeester             | Robert De Middeleir    | Romain Van Wijnsberghe   |
| 1963 | Noël Foré                    | Leon Vandaele          | Willy Bocklant           |
| 1964 | Arthur Decabooter            | Tom Simpson            | Frans Melckenbeeck       |
| 1965 | Guido Reybrouck              | Vincent Denson         | Bernard Van De Kerckhove |
| 1966 | Gustaaf De Smet              | Robert De Middeleir    | Norbert Kerckhove        |
| 1967 | Daniel Van Ryckeghem         | Eric Demunster         | Walter Boucquet          |
| 1968 | Eric Leman                   | Daniel Van Ryckeghem   | Edward Sels              |
| 1969 | Freddy Decloedt              | Noël Vantyghem         | Emiel Lambrecht          |
| 1970 | Roger De Vlaeminck           | Eric Leman             | Daniel Van Ryckeghem     |
| 1971 | Roger De Vlaeminck           | Eric Leman             | Frans Verbeeck           |
| 1972 | Gustaaf Van Roosbroeck       | Noël Van Clooster      | Willy Planckaert         |
| 1973 | Walter Planckaert            | Freddy Maertens        | Tino Tabak               |
| 1974 | Wilfried Wesemael            | Eddy Verstraeten       | Cyrille Guimard          |
| 1975 | Frans Verhaegen              | Tino Tabak             | Freddy Maertens          |
| 1976 | Frans Verhaegen              | Franky De Gendt        | Hervé Vermereen          |
| 1977 | Patrick Sercu                | Walter Planckaert      | Dietrich Thurau          |
| 1978 | Patrick Lefevere             | Ludo Delcroix          | Walter Planckaert        |
| 1979 | Walter Planckaert            | Alfons van Katwijk     | Jean-Luc Vandenbroucke   |
| 1980 | Jan Raas                     | Ludo Peeters           | Sean Kelly               |
| 1981 | Jos Jacobs                   | Jean-Luc Vandenbroucke | Hubert Linard            |
| 1982 | Gregor Braun                 | Eddy Planckaert        | Sean Kelly               |
| 1983 | Jan Raas                     | Sean Kelly             | Eddy Planckaert          |
| 1984 | Jos Lammertink               | Walter Planckaert      | Marc Dierickx            |
| 1985 | William Tackaert             | Marc Sergeant          | Gerrit Solleveld         |
| 1987 | Ludo Peeters                 | Johan Lammerts         | Dirk Demol               |
| 1988 | Hendrik Redant               | Noël Segers            | Jelle Nijdam             |
| 1989 | Edwig Van Hooydonck          | Mauro Gianetti         | Johan Devos              |
| 1990 | Hendrik Redant               | Jelle Nijdam           | Davis Phinney            |
| 1991 | Johnny Dauwe                 | Jean-Paul van Poppel   | Hendrik Redant           |
| 1992 | Olaf Ludwig                  | Christophe Capelle     | Johan Museeuw            |
| 1994 | Johan Museeuw                | Johan Capiot           | Olaf Ludwig              |
| 1995 | Frédéric Moncassin           | Hendrik Redant         | Andrea Peron             |
| 1996 | Rolf Sørensen                | Frédéric Moncassin     | Gianluca Pianegonda      |
| 1997 | Johan Museeuw                | Stéphane Barthe        | Bruno Boscardin          |
| 1998 | Andrei Tchmil                | Frank Vandenbroucke    | Emmanuel Magnien         |
| 1999 | Jo Planckaert                | Johan Museeuw          | Andrei Tchmil            |
| 2000 | Andrei Tchmil                | Geert Van Bondt        | Jaan Kirsipuu            |
| 2001 | Peter Van Petegem            | Hans De Clercq         | Jo Planckaert            |
| 2002 | Jaan Kirsipuu                | Serge Baguet           | Enrico Cassani           |
| 2003 | Roy Sentjens                 | Leif Hoste             | Volker Ordowski          |
| 2004 | Steven De Jongh              | Paolo Bettini          | Gerben Löwik             |
| 2005 | George Hincapie              | Kevin Van Impe         | Bert Roesems             |
| 2006 | Nick Nuyens                  | Leif Hoste             | Tom Boonen               |
| 2007 | Tom Boonen                   | Marcel Sieberg         | Iljo Keisse              |
| 2008 | Steven De Jongh              | Sebastian Langeveld    | Matthew Goss             |
| 2009 | Tom Boonen                   | Bernhard Eisel         | Jeremy Hunt              |
| 2010 | Bobbie Traksel               | Rick Flens             | Ian Stannard             |
| 2011 | Christopher Sutton           | Jauhienij Hutarowicz   | André Greipel            |
| 2012 | Mark Cavendish               | Jauhienij Hutarowicz   | Kenny van Hummel         |
| 2014 | Tom Boonen                   | Moreno Hofland         | Sep Vanmarcke            |
| 2015 | Mark Cavendish               | Alexander Kristoff     | Elia Viviani             |
| 2016 | Jasper Stuyven               | Alexander Kristoff     | Nacer Bouhanni           |
| 2017 | Peter Sagan                  | Jasper Stuyven         | Luke Rowe                |
| 2018 | Dylan Groenewegen            | Arnaud Démare          | Sonny Colbrelli          |
| 2019 | Bob Jungels                  | Owain Doull            | Niki Terpstra            |
| 2020 | Kasper Asgreen               | Giacomo Nizzolo        | Alexander Kristoff       |
| 2021 | Mads Pedersen                | Anthony Turgis         | Thomas Pidcock           |
| 2022 | Fabio Jakobsen               | Caleb Ewan             | Hugo Hofstetter          |
| 2023 | Tiesj Benoot                 | Nathan Van Hooydonck   | Matej Mohorič            |
| 2024 | Wout van Aert                | Tim Wellens            | Oier Lazkano             |
| 2025 | Jasper Philipsen             | Olav Kooij             | Hugo Hofstetter          |